# Horsfieldia crassifolia
Horsfieldia crassifolia là một loài thực vật thuộc họ Myristicaceae. Loài này có ở Brunei, Indonesia, Malaysia, và Singapore.